# Winthemia fumiferanae
Winthemia fumiferanae är en tvåvingeart som beskrevs av Tothill 1912. Winthemia fumiferanae ingår i släktet Winthemia och familjen parasitflugor. Inga underarter finns listade i Catalogue of Life.